# Walking Disaster
«Walking Disaster» — другий сингл з альбому «Underclass Hero» канадської панк-рок-групи Sum 41. Сингл випущено 23 червня 2007. Група виконала пісню 24 червня 2007 на The Tonight Show with Jay Leno.

## Кліп
Sum 41 зняли кліп за час перебування в Лос-Анджелесі, куда вони поїхали для зйомок передачі в Джея Лено. Вперше кліп з'явився 20 серпня на MTV2. Кліп показує іграшкового робота, який ходить по Лос-Анджелесу зовсім сам і не може знайти друзів. В цей час група грає в магазині іграшок. В кінці робот знаходить цей магазин та зустрічає там своїх друзів роботів.

## Список пісень
1. «Walking Disaster»
2. «No Apologies»
3. «Underclass Hero»
4. «Multimedia»